# Воинское кладбище № 217 (Янушковице)
 Памятник культуры Подкарпатского воеводства, регистрационный номер А-344 от 31 марта 1992 года.

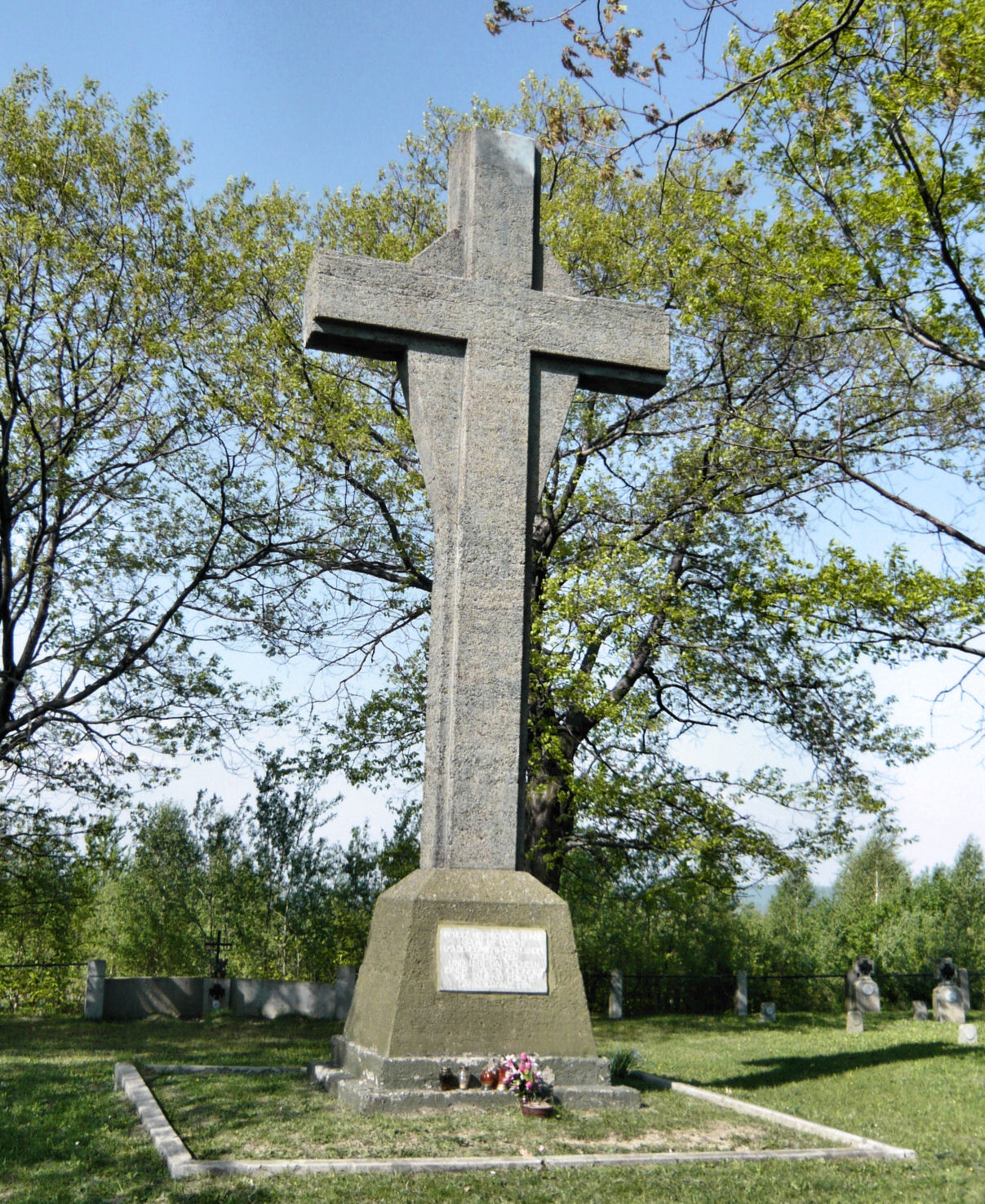
Центральный крест на Воинском кладбище № 217

Воинское кладбище № 217 — Янушковице (пол.  Cmentarz wojenny nr 217 - Januszkowice) — воинское кладбище, расположенное в окрестностях села Янушковице, гмины Бжостек, Дембицкий повят, Подкарпатское воеводство, Польши. Памятник Подкарпатского воеводства.
Кладбище входит в группу Западногалицийских воинских захоронений времён Первой мировой войны. На кладбище похоронены военнослужащие Австрийской и Российской армий, погибшие во время Первой мировой войны.

## История
Кладбище было основано в 1915 году по проекту немецкого архитектора Густава Россмана и Михаэля Мащенко фон Гласснера. На кладбище площадью 979 квадратных метра находятся несколько братских и индивидуальных могил, в которой похоронены 227 воинов: 114 австрийских и 113 русских солдат, погибших в сражениях 21-22 декабря 1914 и 7-8 мая 1915 гг., в том числе: 47 опознанных и 170 неизвестных.
Кладбище находится на холме у дороги. Прямоугольной формы площадью 979 м². Было реконструировано. Построено новое ограждение по оригинальному проекту Россмана. Территория приведена в порядок, обновлены надписи на памятнике и намогильных крестах.
В центре установлен 7-метровый бетонный крест в который вмонтирована памятная таблица на немецком языке.
IN STOLZ GESCHLOSSNER RUNDE GRUSST DIE PRACHT

DES BERGS UND SCHONSTEN LANDES DIESE GRABER

UND LEGT DAS LACHELN SEINER EWIGEN SCHONHEIT

WIE TAUSEND FRISCHE DENKESKRANZE HIN

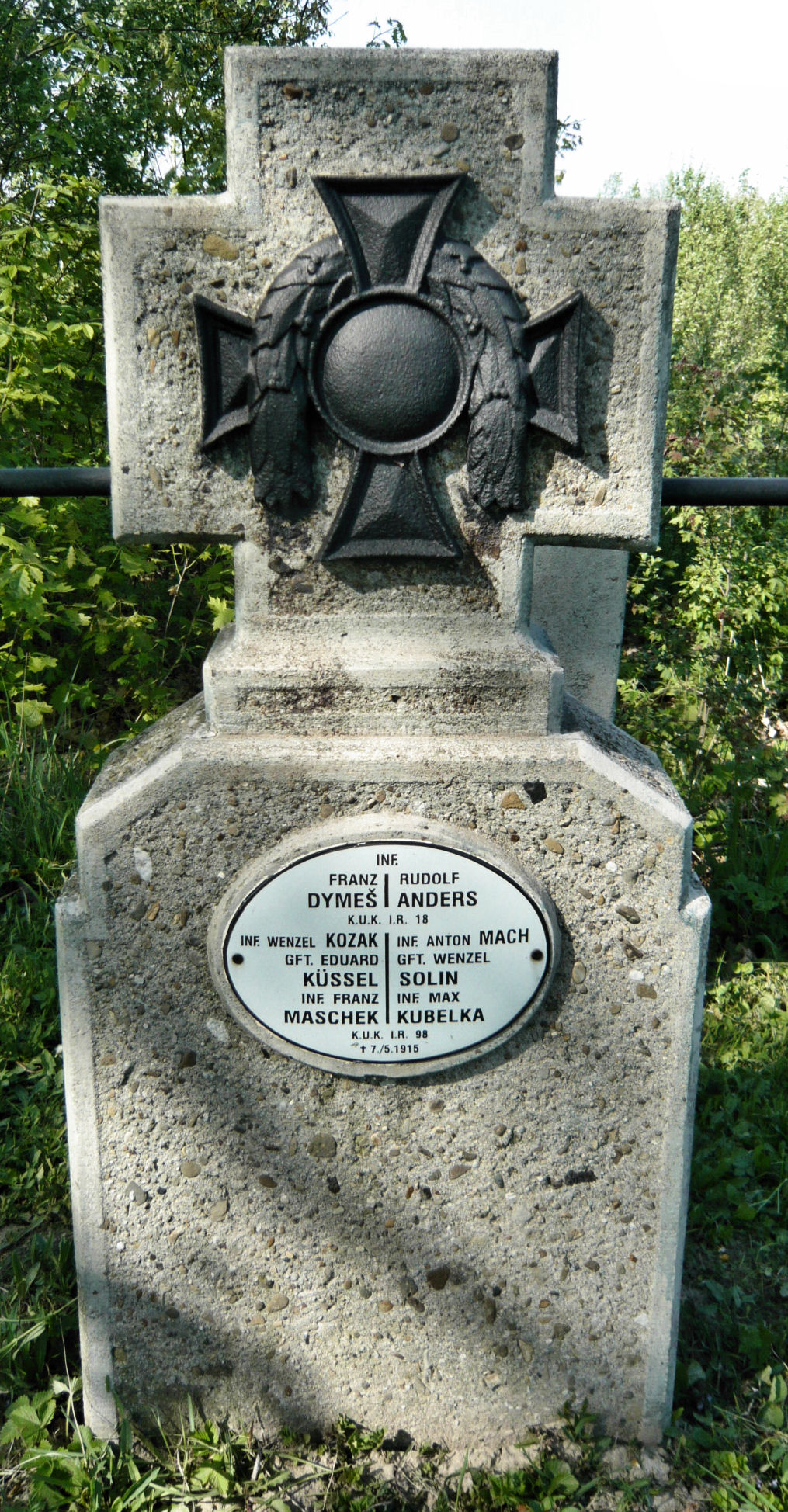
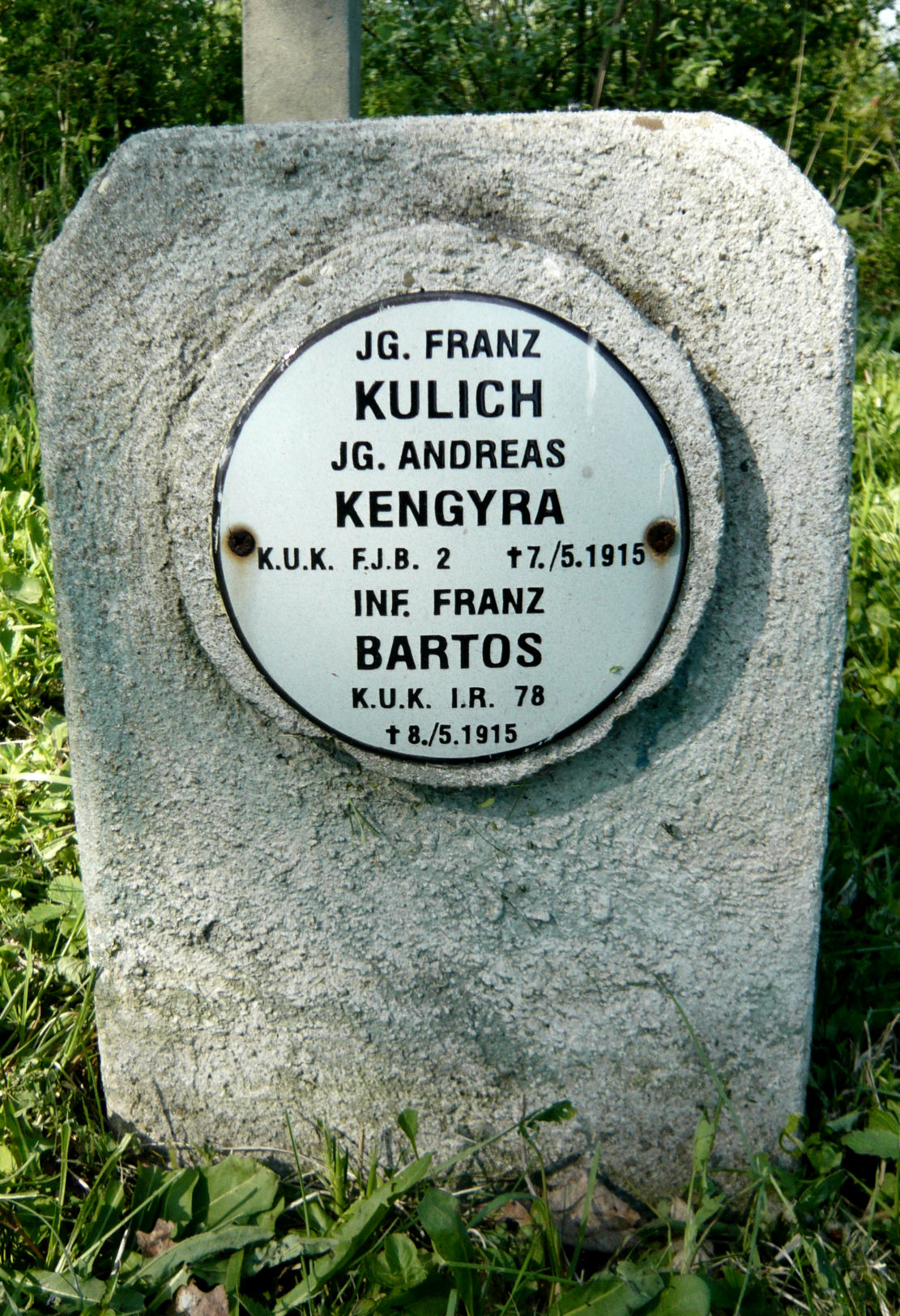

31 марта 1992 года кладбище было внесено в реестр памятников Подкарпатского воеводства (№ А-344).